# Gle Siblah (kulle i Indonesien, lat 5,47, long 95,85)
Gle Siblah är en kulle i Indonesien.   Den ligger i provinsen Aceh, i den västra delen av landet, 1 800 km nordväst om huvudstaden Jakarta. Toppen på Gle Siblah är 46 meter över havet.
Terrängen runt Gle Siblah är platt åt nordost, men åt sydväst är den kuperad. Havet är nära Gle Siblah österut.Runt Gle Siblah är det ganska glesbefolkat, med 47 invånare per kvadratkilometer. Närmaste större samhälle är Sigli, 15,5 km sydost om Gle Siblah. Omgivningarna runt Gle Siblah är en mosaik av jordbruksmark och naturlig växtlighet.